# Øystein Pettersen
Øystein Pettersen (Bærum, 19 gennaio 1983) è un fondista norvegese, campione olimpico con il connazionale Petter Northug nello sprint a squadre a Vancouver 2010.

## Biografia
Pettersen ha iniziato a competere a competizioni di livello nazionale nel 2002 e nel 2003 ha partecipato ai Mondiali juniores. In Coppa del Mondo ha esordito il 6 marzo 2003 nello sprint a tecnica classica di Oslo (45°), ha ottenuto il primo podio il 28 ottobre 2006 nello sprint a tecnica libera di Düsseldorf (2°) e la prima vittoria il 25 marzo 2007 nella staffetta di Falun.
Pettersen è stato scelto per partecipare ai XXI Giochi olimpici invernali di Vancouver 2010, sua prima partecipazione olimpica; nella sua prima gara, lo sprint individuale, ha concluso in 6ª posizione, ultimo dei tre norvegesi protagonisti della finale a sei. Successivamente ha vinto con il compagno di squadra Petter Northug lo sprint a squadre. Inizialmente Pettersen non era stato selezionato come compagno di Northug, ma il forfait per influenza di Ola Vigen Hattestad ha fatto sì che potesse partecipare come secondo atleta dello sprint a squadre.
In carriera ha preso parte a un'edizione dei Campionati mondiali, Oslo 2011 (41° nello sprint).

## Palmarès

### Olimpiadi
- 1 medaglia:
  - 1 oro (sprint a squadre a Vancouver 2010)

### Coppa del Mondo
- Miglior piazzamento in classifica generale: 28º nel 2007
- 8 podi (5 individuali, 3 a squadre):
  - 1 vittoria (a squadre)
  - 4 secondi posti (3 individuali, 1 a squadre)
  - 3 terzi posti (2 individuali, 1 a squadre)

#### Coppa del Mondo - vittorie
| Data          | Luogo | Paese  | Disciplina                                                      |
| ------------- | ----- | ------ | --------------------------------------------------------------- |
| 25 marzo 2007 | Falun | Svezia | 4x10 km (con Odd-Bjørn Hjelmeset, Frode Estil e Petter Northug) |

Legenda:

TC = tecnica classica

TL = tecnica libera

#### Coppa del Mondo - competizioni intermedie
- 1 podio di tappa:
  - 1 terzo posto